# 윤덕준
윤덕준(1658년 ~ 1717년)은 조선 후기의 문신이다. 본관은 남원, 자는 방서, 호는 일암이다.

## 생애
숙종 때였던 1680년, 경신환국 이후 문과에 급제하여 정언이 되었으며 곧 지평을 했다. 이후 다시 정언, 부수찬, 수찬을 거쳐 검토관이 된다. 그리고 부수찬과 부교리를 거쳐서 다시 수찬이 되고 검토관, 부수찬, 부교리를 하다가 다시 수찬, 부교리, 이조좌랑을 거쳐 교리가 되지만 1689년, 기사환국으로 고산찰방으로 좌천되었다가 파직되었다. 하지만 1694년, 갑술환국 이후 복직하여 교리가 되고 부응교를 거쳐 겸보덕, 응교, 사인을 하다가 시독관으로 승진했다. 이후 사간, 응교, 집의를 거쳐 1695년, 당상관에 올라 승지가 된다. 이후 대사간을 거쳐 다시 승지, 대사간을 지낸 뒤에 바로 대사성이 되었다. 이후 공조참의, 대사성, 대사간을 거쳐 1701년에 이조참의로 임명되었는데 무고의 옥 당시에 대사간으로 임명되어 장희빈과 장희재에 대해 중벌을 주장했고, 남구만 등을 귀양보냈다. 하지만 1702년에 대간의 탄핵으로 파직되었다. 이후 1706년에 경상도관찰사로 복귀했고 예조참의, 대사성, 이조참의를 거쳐서 1708년에 함경도관찰사로 외직에 나간다. 이후 1709년에 대사성으로 다시 내직에 들어와서 이후 이조참판으로 승진해 재상의 반열에 올랐다. 이후 대사간, 이조참판을 거쳐 1711년에 형조판서가 되며 정경의 반열에 올랐고 이후 한성부판윤으로 승진했다. 연이어 우참찬을 거쳐 예조판서가 되었다가 경기도관찰사로 임명되었다. 이후 이조판서를 하다가 다시 우참찬까지 임명된다. 연이어 다시 한성부판윤과 예조판서, 공조판서를 했으며 곧 다시 한성부판윤이 된다. 그리고 형조판서로 승진했다. 이후 다시 대사헌을 거쳐 형조판서가 되고 이조판서가 되었다가 1716년에 판의금부사가 된다. 하지만 옥사를 잘못 다스려서 파직된다. 뒤에 영의정 김창집의 상소로 복권된다.